# John Volpe
Pour les articles homonymes, voir Volpe.
John Anthony Volpe, né le 8 décembre 1908 à Wakefield (Massachusetts) et mort le 11 novembre 1994 à Nahant (Massachusetts), est un homme politique américain. Membre du Parti républicain, il est gouverneur du Massachusetts entre 1961 et 1963, puis entre 1965 et 1969, secrétaire aux Transports dans l'administration du président Richard Nixon entre 1969 et 1973 puis ambassadeur en Italie entre 1973 et 1977.

## Biographie
Il naît en 1908 à Wakefield (Massachusetts) de Vito et Filomena Volpe, des immigrés italiens partis des Abruzzes et arrivés à Boston en 1905. Son père travaille comme ouvrier du bâtiment.
Il suit les cours de l'institut technologique Wentworth à Boston et commence à travailler dans le bâtiment, fondant sa propre entreprise en 1930. Pendant la Seconde Guerre mondiale, il est volontaire pour servir dans l'US Navy comme formateur dans une unité de génie militaire, les Seabees.
Le 18 juin 1934, il se marie à Jennie Benedetto ; le couple a deux enfants : John, Jr. et Jean.
Entre 1951 et 1953, il est vice-président du comité républicain de l'État du Massachusetts. En 1953, il est nommé commissaire du Massachusetts pour les travaux publics par le gouverneur Christian Herter, un ami de longue date, et en octobre 1956, le président Dwight D. Eisenhower le nomme administrateur fédéral des autoroutes par intérim. Il est remplacé en février 1957 par Bertram D. Tallamy.
Il est élu gouverneur du Massachusetts en 1960 face au candidat démocrate Joseph Ward. Son mandat dure de 1961 à 1963, mais il est battu de peu en 1962 par Endicott Peabody. Il candidate de nouveau en 1964 face à Peabody et l'emporte. Il est de nouveau vainqueur en 1966, et ce pour un mandat de quatre ans après modification de la constitution de l'État.
Pendant ses mandats de gouverneur, il signe des lois luttant contre le déséquilibre racial dans l'éducation, réorganise le Board of Education de l'État, libéralise les lois sur le contrôle des naissances et augmente le nombre d'habitations pour les familles à faibles revenus. Il augmente aussi le budget de l'État en montant la taxe de l'État sur les ventes à 3 %. Il est président de l'association des gouverneurs (National Governor's Association) entre 1967 et 1968.
Il est candidat à l'investiture républicaine pour l'élection présidentielle de 1968. Il est battu de très peu dans la primaire du Massachusetts par un candidat non-inscrit sur les bulletins de vote (write-in), le gouverneur de l'État de New York, Nelson Rockefeller. Après cet échec cuisant, John Volpe espérait être choisi comme candidat à la vice-présidence par le Parti républicain, à côté de Richard Nixon comme candidat à la présidence, mais c'est Spiro Agnew qui est désigné.
Après l'élection de Richard Nixon en 1968, Volpe est nommé secrétaire aux Transports de l'administration Nixon. Il démissionne de son poste de gouverneur, et est remplacé par le lieutenant-gouverneur Francis W. Sargent. Il est secrétaire aux Transports entre le 22 janvier 1969 et le 1er février 1973. Sous sa direction, l'Amtrak est créée.
En 1973, il est nommé ambassadeur des États-Unis en Italie. Il est confirmé par le Sénat et reste en poste jusqu'en 1977, démissionnant après l'élection de Jimmy Carter.
Il meurt en 1994 et est enterré au cimetière de Forest Glade, à Wakefield. Le centre de logistique des transports de Cambridge porte son nom (John A. Volpe National Transportation Systems Center) ainsi que la bibliothèque du lycée de Wakefield (Governor John A. Volpe Library).
Ses archives sont conservés dans la bibliothèque de l'université Northwestern.

## Sources
- (en) Cet article est partiellement ou en totalité issu de l’article de Wikipédia en anglais intitulé « John A. Volpe » (voir la liste des auteurs).